# وهيب باشا
وهيب باشا (بالتركية: Mehmet Vehib Kaçı)‏ والمعروف أيضا بـ: محمد وهيب باشا، (1877 - 1940)، كان فريق أول في الجيش العثماني. قاتل في حروب البلقان وفي العديد من مسارح الحرب العالمية الأولى. في السنوات الأخيرة من حياته، شغل منصب مستشار عسكري للجيش الاثيوبي خلال الحرب الإيطالية الإثيوبية الثانية.
اسر في حرب البلقان الأولى وبعد أن أطلق سراحه باعتباره أسير حرب، تم ارساله إلى الحجاز في شبه الجزيرة العربية. ليكون عقيد (رتبة عسكرية) في شعبة 22 مشاة.
توفي في عام 1940 ودفن في مقبرة قراجة أحمد في إسطنبول.

## وصلات خارجية
- Who is who (بالتركية)